# Nezajištěná jízda vlaku u Martinic
Nezajištěná jízda vlaku u Martinic byla mimořádná událost v železniční dopravě, ke které došlo v dopoledních hodinách 19. února 2019. Neovladatelný motorový vůz bez strojvedoucího s jedenácti cestujícími urazil čtyřkilometrový úsek a následně ve stanici Velké Meziříčí samovolně zastavil, aniž došlo k újmě na zdraví, životech či majetku. Událost se stala inspirací pro český film Mimořádná událost. 

## Popis místa nehody
K události došlo na jednokolejné neelektrifikované trati číslo 252 spojující železniční stanice Křižanov a Studenec, která je vedena skrz Velké Meziříčí. Vybudována byla jako přeložka původní tratě postavené Rakouskou společností státní dráhy (StEG) a otevřené 12. června 1886. Provoz na přeložce byl zahájen 20. prosince 1953. K mimořádné události došlo v úseku mezi Martinicemi a Velkým Meziříčím, kde má trať v tomto směru táhlé klesání.

## Mimořádná událost
V úterý 19. února 2019 jel po trati osobní vlak číslo 24948, který představoval motorový vůz Regio-Shuttle RS1 české řady 841 (konkrétně vůz čísla 841 002-9) vyrobený společností Stadler Rail. Vlakem tehdy cestovalo vedle strojvedoucího dalších jedenáct lidí. Spoj v čase 8.44 vyjel ze stanice Velké Meziříčí a směřoval do Křižanova. Po několika minutách jízdy najednou vlivem samovolné činnosti tzv. střadačové brzdy (parkovací brzda na prvním podvozku) došlo k následnému zastavení vlaku. Po vypnutí a zapnutí této brzdy se vlak opětovně rozjel, nicméně po ujetých osmdesáti metrech se závada opakovala a vlak v širé krajině v kilometráži 28,196 zastavil. Následně strojvedoucí z vlaku vystoupil a šel zvenčí obhlédnout situaci na motorovém voze. Nevhodnou manipulací na brzdovém systému zvenku vozidla došlo k zavření dveří a vůz se začal samovolně rozjíždět proti původnímu směru jízdy, tedy zpět do Velkého Meziříčí, přičemž jeho strojvedoucí zůstal stát venku v kolejišti. Na vzniklou situaci strojvedoucí okamžitě zareagoval telefonátem výpravčímu sloužícímu na velkomeziříčské železniční stanici, jemuž sdělil, co se stalo, a výpravčí ve stanici připravil vše k tomu, aby vlak vjel na zdejší první kolej, kde by mohl být mechanicky zastaven. S ohledem na nízkou rychlost vozidla nehrozilo jeho vykolejení ani srážka s jiným vlakem. Navíc jeho pasažéři, díky zavřeným dveřím, nemohli z vlaku během nezajištěné jízdy vypadnout.
Mezi cestujícími, když pochopili k čemu došlo, vypukl zmatek a panika. Náhodou vlakem cestovala i dcera výpravčího z Křižanova. Strojvedoucímu, jenž zůstal na trati, mezitím volal její otec a tázal se, co se přihodilo, že s vlakem v předepsaný čas nedorazil. Železničář mu obratem popsal situaci a současně mu sdělil, že ve vlaku jede jeho dcera. Požádal ho proto, aby jí zavolal a poprosil ji, zda by se pokusila o zastavení vlaku aktivací magnetické brzdy. Zároveň mu do telefonu sdělil postup vykonání tohoto úkonu. Výpravčí proto dceři zavolal a poradil jí, ať zkusí zatáhnout za záchrannou brzdu. Jenže ta nefungovala, nicméně alespoň se zaktivovala elektromagnetická kolejnicová brzda a začala vlak přibrzďovat. Otec poslal dceru do kabiny, aby zatáhla za brzdu tam, ale ani to vlak nezastavilo. Tímto způsobem vlak jel po dobu 14 minut a urazil přitom čtyřkilometrovou trasu, během níž projel jedním tunelem a překonal šest vysokých mostů. Celou ji absolvoval bez zapnutého motoru. Takto vlak dojel až do železniční stanice Velké Meziříčí. V tu chvíli již jel nízkou rychlostí („krokem“). Zastavil na první staniční koleji, kde ho tamní výpravčí zajistil zarážkami proti dalšímu pohybu. Všech jedenáct cestujících z vlaku vystoupilo a postupně opustilo prostor stanice. Svědeckou výpověď podala Drážní inspekci pouze dcera křižanovského výpravčího.

## Vyšetřování
České dráhy, provozovatel vlaku, následně přeložili strojvedoucího na jinou činnost v depu. Událost zkoumala jak Policie České republiky, tak Drážní inspekce. Vyšetřování policie nakonec neseznalo spáchání trestného činu obecného ohrožení z nedbalosti a řešení v této věci tak ukončila. Inspekce příčinu události spatřovala v nedodržení technologických postupů strojvedoucím vlaku při odstraňování poruchy střadačové brzdy.

## Filmové zpracování události
Na motivy události natočil režisér Jiří Havelka film Mimořádná událost. 